# Petrogale herberti
Petrogale herberti är en pungdjursart som beskrevs av Oldfield Thomas 1926. Petrogale herberti ingår i släktet klippkänguruer och familjen kängurudjur. IUCN kategoriserar arten globalt som livskraftig. Inga underarter finns listade.
Pungdjuret förekommer i östra delen av den australiska delstaten Queensland. Arten vistas där i klippiga regioner.